# 머니s
머니S는 머니투데이 경제 주간지로 2007년 10월 정식 창간됐다. 뿌리는 2002년 3월 국내 유일 경제 전문 대학 월간지 대학투자저널 발행 시점으로 거슬러 올라간다. 2011년 5월 대학경제신문 매각 이후 같은 해 7월 월간지 '행복이 가득한 꿈바구니'를 창간한다. 그리고 2015년 네이버 뉴스스탠드 제휴를 맺고, 네이버CP사로 발돋움한다.
종이지면으로 주간지를 발행하고 있으며, 온라인을 통해서는 실시간 정보를 제공하고 있다.
기자 수는 2025년 7월 시점으로 약 60명에 달하며, 금융과 증권, 건설, 부동산, 제약, 바이오 등 경제뉴스에 주력하고 있지만, 정치와 사회, 지역, 연예, 스포츠 등 분야를 아울러 다양한 소식을 전달하고 있다.
네이버, 다음 제휴 매체로 개국 창간 초기 업무강도가 하드코어 수준이었으나 현재는 업계 평균을 향해 가고 있다. 창간 당시 기자 1인당 평균 기사 건수가 하루 최대 50건이라는 소문도 나돌았으나, 2024년 기준 자료기사 포함 3~7개 수준이다.(단 언론사의 디지털 뉴스룸 특성상 해당 부서는 제외하도록 한다)
경기, 부산, 호남, 영남, 충청 등 지역에 지사를 두고 있어 전국 소식도 전하고 있다.    